# 쓰바키역
쓰바키역(일본어: 椿駅, つばきえき)은 일본 와카야마현 니시무로군 시라하마정에 있는, 서일본 여객철도의 철도역이다. 기세이 본선이 지나가며, 기노쿠니 선 소속 열차들을 이용할 수 있다.

## 역 구조
지상역으로, 승강장은 단식 1면 1선과 섬식 1면 2선 (총 2면 3선) 구조이다. 열차끼리의 교행이 가능하다. 역사는 단식 승강장에서 계단으로 이어지며, 승강장끼리는 과선교로 이어진다. 기이타나베역이 관리하는 무인역이다.
참죽나무를 뜻하는 "쓰바키"라는 역명판에는 참죽나무가 그려져있으며, 역 주변에 참죽나무를 심어 기르고 있다. 대합실에는 야마가타현 니시오키타마군 이데 정에 있는 동일본 여객철도 요네사카 선 우젠쓰바키역의 사진이 걸려있다.

### 승강장
| 1   | ■ 기노쿠니 선 | 시라하마 · 와카야마 · 신오사카 방면 |
| 2·3 | ■ 기노쿠니 선 | 구시모토 · 기이카쓰우라 · 신구 방면 |

## 역세권 정보
- 국도 제42호선
- 쓰바키 온천 (ja:椿温泉)

## 역사
1935년 3월 29일, 일본국유철도 기세이사이 선의 일부로 개업했다. 당시 역이름은 아오모리현 아오모리시의 쓰바키 역 (고노 선·도호쿠 본선)과 구분하기 위해 기이쓰바키 역으로 정해졌다. 1964년 10월 1일, 고노 선의 쓰바키 역이 아오모리 역으로, 원래 아오모리 역이 히가시아오모리역으로 이름이 바뀌면서 "기이"를 뗀 지금의 쓰바키 역으로 이름이 바뀌었다. 1987년 일본국유철도의 민영화에 따라 서일본 여객철도의 소속이 되었다.

## 인접역
| 서일본 여객철도 기세이 본선 | 서일본 여객철도 기세이 본선 | 서일본 여객철도 기세이 본선 |
| --------------------------- | --------------------------- | --------------------------- |
| 쓰바키 신구 방면            | ■ 기노쿠니 선 보통          | 기이톤다 와카야마 방면      |